# Тарвас, Пеэтер Карлович
Пе́этер Ка́рлович Та́рвас (эст. Peeter Tarvas, до 1940 года — Пеэтер-Магнус-Роман Треуман (эст. Peeter-Magnus-Roman Treumann); 6 января 1916 года, Аренсбург, Лифляндская губерния, Российская империя — 23 марта 1987 года, Таллин, Эстонская ССР, СССР) — эстонский и советский архитектор.

## Биография
Учился в частной школе Я. Вестерберга в 1923—1929 годах, в 1929—1934 годах — в Таллинском реальном училище. После окончания служил в армии, осенью 1935 года был демобилизован для продолжения учёбы.
Изучал архитектуру в Технологическом университете Брно в 1935—1940 годах.
В 1940 году работал в отделе квартирного строительства при Военном министерстве и в Строительном управлении при Министерстве дорог, в 1940—1941 годах — в Коммунальном проекте, в 1942—1944 — в управлении строительства технического управления, с 1944 года — в отделе строительства и квартир Эстонского легиона и в «Эстонпроекте».
В 1945—1987 годах преподавал в Таллинском политехническом институте и Государственном художественном институте ЭССР, заведующий кафедрой архитектуры в 1962—1964 годах, проректор в 1961—1987 годах. С 1965 года — профессор.
Был членом Союза архитекторов Эстонии.
Получил более 80 наград за архитектурные работы.

## Творчество
Вместе с Августом Волбергом и Харальдом Арманом спроектировал павильон Эстонской ССР для Всесоюзной сельскохозяйственной выставки в Москве (1949—1954, перестроен).